# Limnephilus diphyes
Limnephilus diphyes är en nattsländeart som beskrevs av Mclachlan 1880. Limnephilus diphyes ingår i släktet Limnephilus och familjen husmasknattsländor. Enligt den finländska rödlistan är arten nära hotad i Finland. Arten är reproducerande i Sverige. Artens livsmiljö är öppna, mineralfattiga myrar. Inga underarter finns listade i Catalogue of Life.